# Temporada 1990-1991 del FC Barcelona (femení)
La temporada 1990-91 és la 3a en la història del Club Femení Barcelona.

## Desenvolupament de la temporada
Les jugadores queden primeres classificades a la fase prèvia (Grup 3) i sisenes classificades a la fase final de la Lliga Nacional. S'arriba a una final nacional per primer cop, però perden la final de la Copa de la Reina.

## Jugadores i cos tècnic

### Plantilla 1990-91
La plantilla i el cos tècnic del primer equip per a l'actual temporada (manca informació) són els següents:
| N. | Pos. | Nac. | Jugador           |
| -- | ---- | --- | ----------------- |
| —  | POR  | [[Fitxer:Flag of Catalonia.svg\|23x15px\|border \|alt=Catalunya\|link=Selecció de futbol de Catalunya\|{{#if:\|]] | Roser Serra       |
| —  | DEF  | [[Fitxer:Flag placeholder.svg\|23x15px\| \|alt=\|link=Selecció de futbol\|{{#if:\|]]                              | Laura Tarín       |
| —  | DEF  | [[Fitxer:Flag of Catalonia.svg\|23x15px\|border \|alt=Catalunya\|link=Selecció de futbol de Catalunya\|{{#if:\|]] | Kety Pulido       |
| —  |      | [[Fitxer:Flag placeholder.svg\|23x15px\| \|alt=\|link=Selecció de futbol\|{{#if:\|]]                              | Àfrica Ocaña      |
| —  |      | [[Fitxer:Flag placeholder.svg\|23x15px\| \|alt=\|link=Selecció de futbol\|{{#if:\|]]                              | Maite Datzira     |
| —  |      | [[Fitxer:Flag placeholder.svg\|23x15px\| \|alt=\|link=Selecció de futbol\|{{#if:\|]]                              | Carolina Juliench |
| —  |      | [[Fitxer:Flag placeholder.svg\|23x15px\| \|alt=\|link=Selecció de futbol\|{{#if:\|]]                              | Olga Huertas      |
| —  |      | [[Fitxer:Flag placeholder.svg\|23x15px\| \|alt=\|link=Selecció de futbol\|{{#if:\|]]                              | Gemma Homar       |

| N. | Pos. | Nac.                                                                                 | Jugador            |
| -- | ---- | ------------------------------------------------------------------------------------ | ------------------ |
| —  |      | [[Fitxer:Flag placeholder.svg\|23x15px\| \|alt=\|link=Selecció de futbol\|{{#if:\|]] | Adelina Pastor     |
| —  |      | [[Fitxer:Flag placeholder.svg\|23x15px\| \|alt=\|link=Selecció de futbol\|{{#if:\|]] | Laia Fusté         |
| —  |      | [[Fitxer:Flag placeholder.svg\|23x15px\| \|alt=\|link=Selecció de futbol\|{{#if:\|]] | Dolors Casacuberta |
| —  |      | [[Fitxer:Flag placeholder.svg\|23x15px\| \|alt=\|link=Selecció de futbol\|{{#if:\|]] | Ibón               |
| —  |      | [[Fitxer:Flag placeholder.svg\|23x15px\| \|alt=\|link=Selecció de futbol\|{{#if:\|]] | Sagrario Serrano   |
| —  |      | [[Fitxer:Flag placeholder.svg\|23x15px\| \|alt=\|link=Selecció de futbol\|{{#if:\|]] | Soledad García     |
| —  |      | [[Fitxer:Flag placeholder.svg\|23x15px\| \|alt=\|link=Selecció de futbol\|{{#if:\|]] | Inés de Carreras   |
| —  |      | [[Fitxer:Flag placeholder.svg\|23x15px\| \|alt=\|link=Selecció de futbol\|{{#if:\|]] | Anna Codina        |

### Cos tècnic 1990-91
- Entrenador:  Luis de la Pena

## Partits
Victòria       Empat       Derrota

### Lliga
Fase Prèvia Grup 3
| 16 de setembre de 1990 | Club Femení Barcelona | 4-0   | Publi sport | Barcelona, Catalunya |  |
| Jornada 1              |                       | [ 3 ] |             |                      |  |

| 23 de setembre de 1990 | RCD Espanyol (femení) | 2-5   | Club Femení Barcelona | Barcelona, Catalunya |  |
| Jornada 2              |                       | [ 3 ] |                       |                      |  |

| 30 de setembre de 1990 | Club Femení Barcelona | 0-1   | Penya Barcelonista Barcilona | Barcelona, Catalunya                        |  |
| Jornada 10             |                       | [ 3 ] |                              | Zona Esportiva del FC Barcelona Catalunya · |  |

| 7 d'octubre de 1990 | Club de Futbol Femení Vallès Occidental | 2-1   | Club Femení Barcelona | Sabadell, Catalunya                        |  |
| Jornada 4           |                                         | [ 3 ] |                       | Ciutat Esportiva de Sant Adrià Catalunya · |  |

| 28 d'octubre de 1990 | Club Femení Barcelona | 2-0   | Centre d'Esports Sabadell Futbol Club (femení) | Barcelona, Catalunya                        |  |
| Jornada 5            |                       | [ 3 ] |                                                | Zona Esportiva del FC Barcelona Catalunya · |  |

| 11 de novembre de 1990 | Publi sport | 2-4   | Club Femení Barcelona | València, Comunitat Valenciana |  |
| Jornada 6              |             | [ 3 ] |                       |                                |  |

| 18 de novembre de 1990 | Club Femení Barcelona | 4-0   | Reial Club Deportiu Espanyol de Barcelona | Barcelona, Catalunya                        |  |
| Jornada 7              |                       | [ 3 ] |                                           | Zona Esportiva del FC Barcelona Catalunya · |  |

| 25 de novembre de 1990 | Penya Barcelonista Barcilona | 2-3   | Club Femení Barcelona | Barcelona, Catalunya |  |
| Jornada 8              |                              | [ 3 ] |                       |                      |  |

| 2 de desembre de 1990 | Club Femení Barcelona | 1-0   | Club de Futbol Femení Vallès Occidental | Barcelona, Catalunya |  |
| Jornada 9             |                       | [ 3 ] |                                         |                      |  |

| 16 de desembre de 1990 | Centre d'Esports Sabadell Futbol Club (femení) | 2-3   | Club Femení Barcelona | Sabadell, Catalunya |  |
| Jornada 10             |                                                | [ 3 ] |                       |                     |  |

Fase Final
| 13 de gener de 1991 | Penya Barcelonista Barcilona | 0-0   | Club Femení Barcelona | Barcelona, Catalunya |  |
| Jornada 1           |                              | [ 3 ] |                       |                      |  |

| 20 de gener de 1991 | Club Femení Barcelona | 3-2   | Oiartzun KE | Barcelona, Catalunya                        |  |
| Jornada 2           |                       | [ 3 ] |             | Zona Esportiva del FC Barcelona Catalunya · |  |

| 27 de gener de 1991 | Club Femení Barcelona | 4-2   | Puente Castro FC | Zona Esportiva del FC Barcelona Catalunya |  |
| Jornada 3           |                       | [ 3 ] |                  |                                           |  |

| 3 de febrer de 1991 | Añorga Kirol eta Kultur Elkartea | 8-0   | Club Femení Barcelona | Sant Sebastià, Euskadi |  |
| Jornada 4           |                                  | [ 3 ] |                       |                        |  |

| 10 de febrer de 1991 | Club Femení Barcelona | 1-2   | Atlético Villa de Madrid | Barcelona, Catalunya                        |  |
| Jornada 5            |                       | [ 3 ] |                          | Zona Esportiva del FC Barcelona Catalunya · |  |

| 17 de febrer de 1991 | Club Deportivo Oroquieta Villaverde | 2-0   | Club Femení Barcelona | Madrid, Comunitat de Madrid |  |
| Jornada 6            |                                     | [ 3 ] |                       |                             |  |

| 24 de febrer de 1991 | Club Femení Barcelona | 3-1   | Club de Fútbol Femenino Tradehi | Barcelona, Catalunya                        |  |
| Jornada 7            |                       | [ 3 ] |                                 | Zona Esportiva del FC Barcelona Catalunya · |  |

| 17 de març de 1991 | Club Femení Barcelona | 1-2   | Penya Barcelonista Barcilona | Barcelona, Catalunya                        |  |
| Jornada 8          |                       | [ 3 ] |                              | Zona Esportiva del FC Barcelona Catalunya · |  |

| 24 de març de 1991 | Oiartzun KE | 6-1   | Club Femení Barcelona | Oiartzun, Espanya |  |
| Jornada 9          |             | [ 3 ] |                       |                   |  |

| 7 d'abril de 1991 | Puente Castro FC | 2-4   | Club Femení Barcelona | Lleó Castella i Lleó |  |
| Jornada 10        |                  | [ 3 ] |                       |                      |  |

| 14 d'abril de 1991 | Club Femení Barcelona | 1-0   | Añorga Kirol eta Kultur Elkartea | Barcelona, Catalunya                        |  |
| Jornada 11         |                       | [ 3 ] |                                  | Zona Esportiva del FC Barcelona Catalunya · |  |

| 21 d'abril de 1991 | Atlético Villa de Madrid | 3-1   | Club Femení Barcelona | Madrid, Comunitat de Madrid |  |
| Jornada 12         |                          | [ 3 ] |                       |                             |  |

| 28 d'abril de 1991 | Club Femení Barcelona | 2-6   | Club Deportivo Oroquieta Villaverde | Barcelona, Catalunya                        |  |
| Jornada 13         |                       | [ 3 ] |                                     | Zona Esportiva del FC Barcelona Catalunya · |  |

| 5 de maig de 1991 | Club de Fútbol Femenino Tradehi | 3-1   | Club Femení Barcelona | Oviedo, Astúries |  |
| Jornada 14        |                                 | [ 3 ] |                       |                  |  |

### Copa de la Reina
| 12 de maig de 1991 | Club Femení Barcelona | 3-1 | Glorias de Aragón | Barcelona, Catalunya                        |  |
| 1/8 anada          |                       |     |                   | Zona Esportiva del FC Barcelona Catalunya · |  |

| 19 de maig de 1991 | Glorias de Aragón | 1-5 | Club Femení Barcelona | Saragossa, Aragó |  |
| 1/8 tornada        |                   |     |                       |                  |  |

El Club Femení Barcelona va quedar exempt de jugar els quarts de final.
| 16 de juny de 1991 | Penya Barcelonista Barcilona | 3-3 | Club Femení Barcelona | Barcelona, Catalunya |  |
| Semifinals anada   |                              |     |                       |                      |  |

| 23 de juny de 1991 | Club Femení Barcelona | Sense resultat però van accedir a la final | Penya Barcelonista Barcilona | Barcelona, Catalunya                        |  |
| Semifinals tornada |                       |                                            |                              | Zona Esportiva del FC Barcelona Catalunya · |  |

| 1 de juliol de 1991 | Añorga Kirol eta Kultur Elkartea | 3-0 | Club Femení Barcelona | Saragossa, Aragó               |  |
| Final               |                                  |     |                       | Estadi de la Romareda, Aragó · |  |